# Trinitat Sais Plaja
Trinitat Sais i Plaja (La Bisbal del Ampurdán, 1878- Barcelona, 17 de octubre de 1933) fue una médica catalana, más concretamente la 8ª mujer en estudiar la carrera de Medicina en Cataluña, entre 1896 a 1903 en la Universidad de Barcelona. Era hija de un sastre y de una comadrona.
Ejerció como profesional básicamente en Barcelona, y sus campos de especialidad fueron la tocología y la pediatría. Divulgó sus conocimientos científicos realizando conferencias y cursos, desde donde también defendía los derechos sociales de la mujer.
Cabe destacar que en 1914 fue la primera mujer en impartir la conferencia de apertura de curso en el  Colegio Oficial de Médicos de Barcelona, donde cuestionó la falta de formación de las mujeres en puericultura, y la falta de higiene como primera causa de mortalidad infantil.

Coherente con la preocupación que tenía por la importancia del papel de la mujer en el ámbito sanitario, la conferencia se titulaba «La ignorancia de la mujer en los conocimientos de higiene y puericultura como primera causa de la mortalidad infantil».

Sus hijas, Teresa y Edelmira, también fueron médicas.

## Algunas publicaciones
- Cartilla de vulgarización higiénica (1910)

## Honores
- 2005: Jornada de Historia de la Medicina. La medicina y la sanidad en el Empordà. Aspectes històrics[5]